# 大牟田市石炭産業科学館
大牟田市石炭産業科学館（おおむたしせきたんさんぎょうかがくかん）は、福岡県大牟田市にある石炭を中心としたエネルギー資源に関する科学館。

## 概要
同館のマスコットである“クロベエ”くんの声、およびダイナミックトンネルの入場時の女性アナウンスは声優の渕崎ゆり子が担当している。

## 展示内容
常設展示は有料（観覧料は後述、屋外展示場及びその他の施設は無料である。

### 常設展示
石炭技術のあゆみ
模型と映像で三池港や石炭化学コンビナートなどを解説しているコーナー。
時代と大牟田のあゆみ
炭鉱の街として栄えた大牟田の歴史を資料や写真、展示品などで紹介するコーナー。
石炭エネルギーの利用
蒸気機関車やストーブなど、暮らしと石炭をつないだ道具などを展示しているコーナー。
ダイナミックトンネル
炭鉱坑内の作業で用いられた電気機関車や採炭用カッターなどの巨大な機械などを音声ガイド付きで展示紹介しているコーナー。入口は石炭の採掘時に用いられていたエレベータを再現したものになっている。
エネルギーと遊ぼう
空気の力を使ってボールを飛ばしたり、ランニングマシンを使って発電したりするなどエネルギーに関する8種類の体験コーナーがある。
暮らしを支える石炭
石炭化学製品を紹介しているコーナー。
石炭百科
液晶画面にタッチしながら石炭に関する情報を調べることができるコーナー。
映像ホール
石炭や炭鉱の歴史に関する種類の映像作品を上映するコーナー。「炭鉱電車の走るまち」は第44回福岡県広報コンクール映像の部で特選を受賞した。

### 屋外展示場

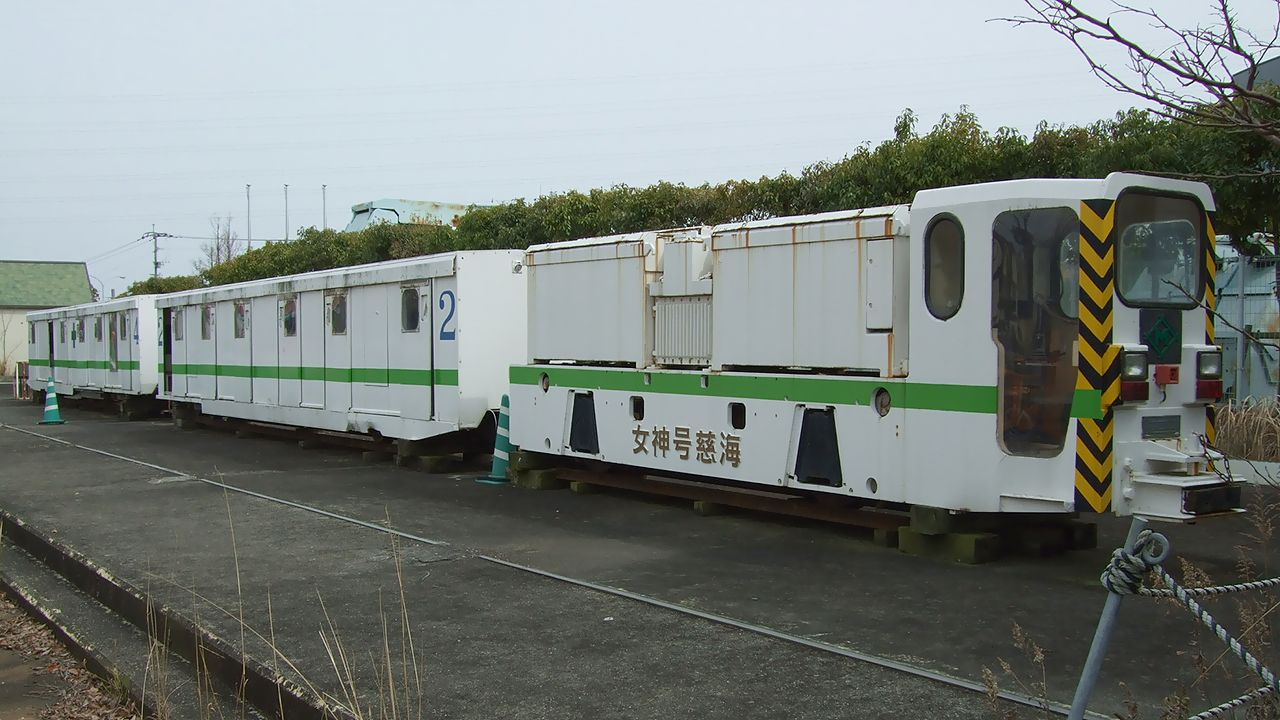
人車「女神号慈海」

隣接するネイブルランド跡地の敷地内に石炭（珪化木）や作業員を運搬した電車や貨車などを展示している。展示車両は以下の通り。
- 世界最速人車「女神号慈海」
- 架空線式単機電気機関車（制動車付）と水平人車
- 蓄電池式電気機関車と鋼枠台車
- 架空線式単機電気機関車と工具台車、FAタンク車[3]
- 架空線式電気機関車（重複式）SLME-B28B-26D型

2019年2月現在、上記展示物は施設整備のため非公開。

## その他の施設
企画展示コーナー
石炭やエネルギーに関する企画展示が定期的に行われる。

## 利用案内

### 開館時間
- 9:30 - 17:00

### 休館日
- 毎週月曜日（祝日と重なる場合は次の平日）
- 年末年始（12月29日 - 1月3日）

## 所在地
- 〒836-0037　福岡県大牟田市岬町6-23

## 交通アクセス
- 大牟田駅から西鉄バスイオンモール大牟田ゆき（行先番号8番）に乗車し終点下車、徒歩8分。
- マイカーの場合、九州自動車道南関インターチェンジから15km。

## 周辺
- ネイブルランド跡地
  - 帝京大学福岡医療技術学部（新福岡キャンパス）
- イオンモール大牟田
  - イオン大牟田店
  - 大牟田セントラルシネマ
- 諏訪公園